# Buddenbrockkette
Die Buddenbrockkette ist eine Gruppe verstreuter Berge und Nunatakker im ostantarktischen Königin-Maud-Land. Sie ragen im Mühlig-Hofmann-Gebirge zwischen dem Austre Skorvebreen und dem Vestre Skorvebreen auf.
Entdeckt und benannt wurden sie bei der Deutschen Antarktischen Expedition 1938/39 unter der Leitung des Polarforschers Alfred Ritscher. Namensgeber ist Friedrich von Buddenbrock (1894–1964), damaliger Leiter der Seeflugabteilung der Lufthansa.